# Anna Šimková
Anna Šimková (rozená Kolomazníková, 25. července 1891 Roštín – 3. června 1942 Kounicovy koleje) byla česká pedagožka a odbojářka popravená nacisty.

## Život
Anna Kolomazníková se narodila 25. července 1891 v Roštíně na Kroměřížsku v rodině zemědělce Petra Kolomazníka a Marie Rozené Valentové jako jedno z pěti dětí. Stala se učitelkou. V roce 1920 pracovala v Humenném, kde seznámila s Františkem Prokopem Šimkem, který zde působil jako státní úředník a za kterého se v témže roce vdala. Jediná dcera se manželům narodila v roce 1922 mrtvá. Společně se vrátili do Přerova, kde Anna Šimková pokračovala v učitelské praxi a kde dosáhla postu řídící učitelky na Komenského obecné škole dívčí. 

## Protinacistický odboj
Po německé okupaci v březnu 1939 vstoupila společně s manželem do protinacistického odboje jako člen přerovské organizace Petičního výboru Věrni zůstaneme. Oba zejména organizovali sbírky na pomoc rodinám zatčených a popravených odbojářů. Významnou byla pomoc Anniným přítelkyním Hermíně a Evě Lančíkovým, manželce a dceři posledního předválečného starosty Přerova Františka Lančíka. Po zradě parašutisty Ferdinanda Čihánka došlo postupně k rozkrytí celé odbojové sítě a zatčení manželů Šimkových gestapem. Dne 3. června 1942 byla stanným soudem odsouzena k trestu smrti a ve stejný den popravena zastřelením v brněnských Kounicových kolejích. Její tělo byl zpopelněno v brněnském krematoriu o den později. Stejný osud potkal i jejího manžela a Hermínu Lančíkovou. Eva Lančíková byla na stejném místě popravena 25. června.

## Posmrtná ocenění
- Anně Šimkové byl v roce 1946 in memoriam udělen Československý válečný kříž 1939